# Gare d'Olten
La gare d'Olten (en allemand Bahnhof Olten) est la gare centrale d'Olten, en Suisse.

## Situation ferroviaire

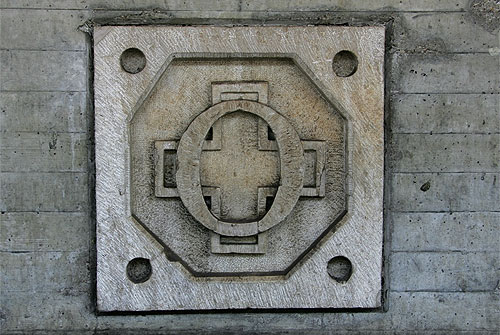
Point de référence « kilomètre zéro » à la gare d'Olten

## Histoire
Aux débuts du chemin de fer en Suisse, Olten était le nœud ferroviaire du chemin de fer central suisse et le réseau de chemin de fer suisse y avait son origine. Une pierre marque le « kilomètre zéro » dans la gare principale.